# Pallard the Punter
Pallard the Punter er en britisk stumfilm fra 1919 af J.L.V. Leigh.

## Medvirkende
- Jack Leigh som Brian Pallard
- Heather Thatcher som Gladys Callender
- Lionel d'Aragon som Pinlow
- Cecil Morton York som Peter Callender
- Cyril Smith som Horace Callender